# 𱟛

關中地區𰻞𰻞麵（麵）的字

𱟛，是流傳於潮汕地區和四川盆地的三個同源近形複雜漢字之一，另兩個為和。類似結構的漢字流傳於十多個省市，除了潮汕地區的𱟛字有收錄於1916年出版的《彙集雅俗通十五音全本》外，其餘僅限民間相傳，從無傳統典籍收錄。
這些字的結構與流行於陝西關中地區的傳統風味麵食𰻞𰻞麵（麵）的字也頗為相似，不少部件都一樣，大眾常相提並論。

## 字源

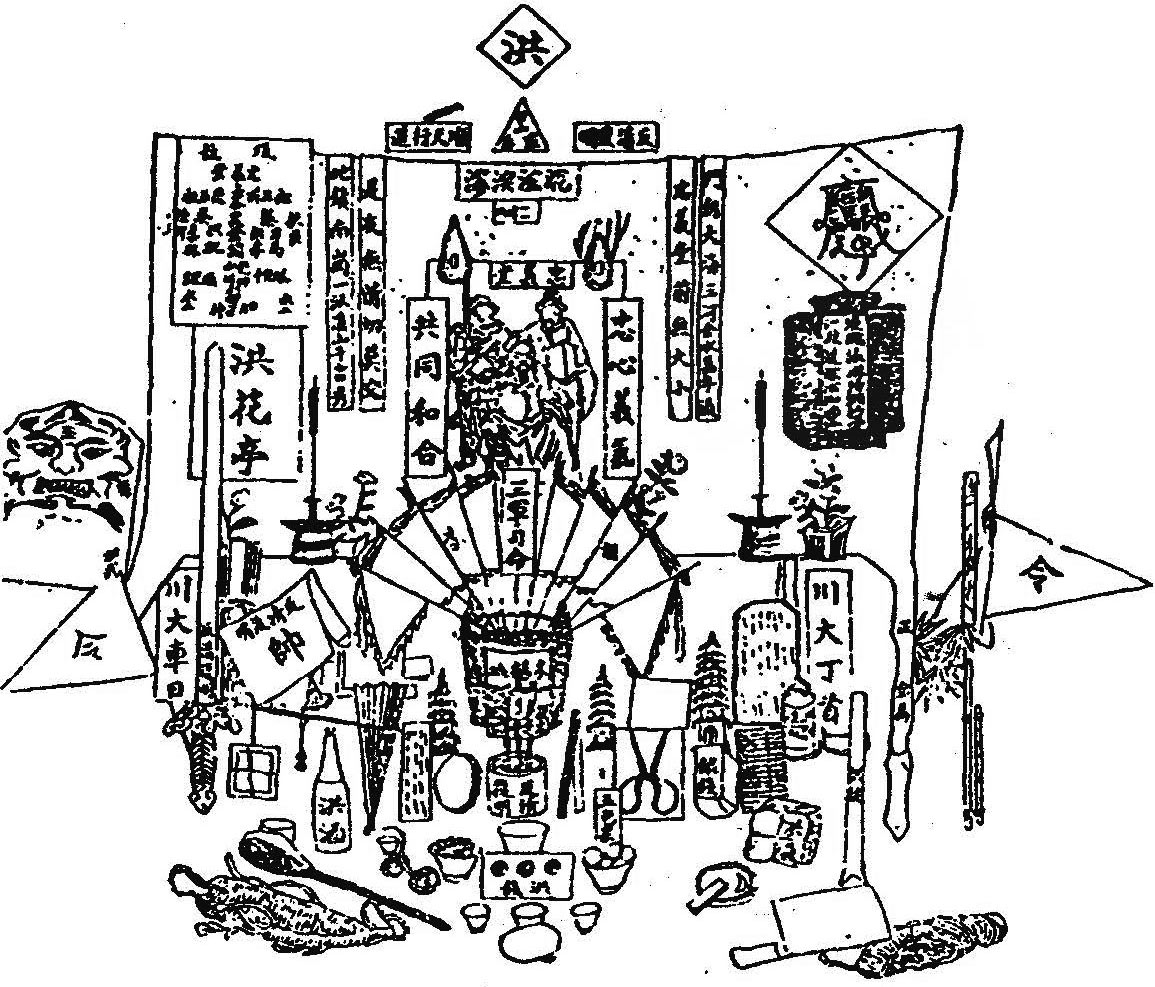
洪幫開香堂圖，其右上角掛有圖符

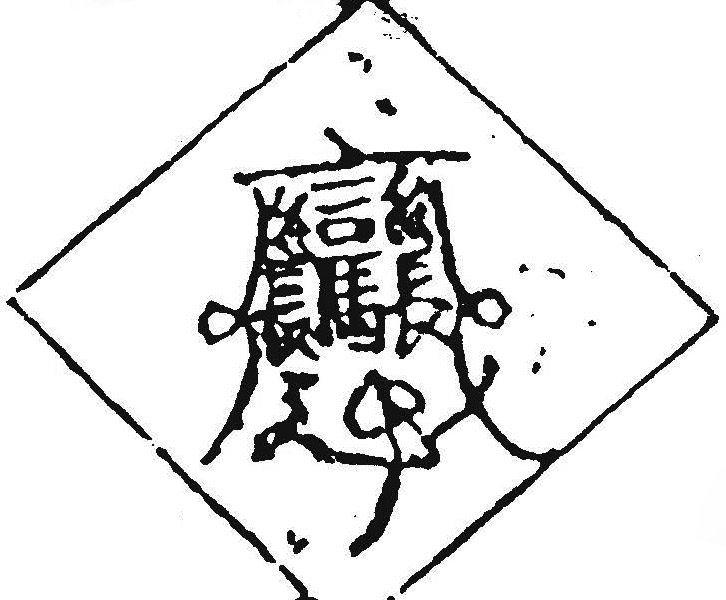
洪幫開香堂圖右上角圖符放大

這些漢字源於明朝末年東南沿海地區剛剛興起的洪幫圖符，它可能是洪幫隱語秘符。由於洪幫各派系從南至北擴展傳播，而將該圖符傳播各地，並演化為漢字。
現存資料中顯示，洪幫興起初期，東南沿海一帶的開香堂佈置中所掛圖符與四川一帶流行的字幾乎完全相同。由於洪幫歷來多有組裝秘字作為隱語的傳統，包括“一片丹心”、“反清”、“復明”等詞構成的組裝字，可用拆字法解讀該圖符：
- 上部“亠、二、口、糸、糸”與下部“心”（小篆體）構成了繁體的“戀”字，意指“留戀”。“戀”字的傳統寫法中，有些會將“亠”頭擴大覆蓋全字。[6]
- 左右兩旁的“月”與“戈”（或“刂”）在圖符中原為對稱形狀，如新月初升，指“月”“月”字的甲骨文和金文中常寫作鉤狀新月樣式。，省寫代指“明（朝）”。
- 中部的“長”、“馬”、“長”與下面的“辶”，隱含“一馬當先”、“馬行千里”、“長途跋涉”之類含義。

因此，圖符中可能隱含“留戀大明，一馬當先”之意。在傳播過程中，可能緩慢發生變化，最終演化成為當地民間字元，傳播越遠，其字型變化可能越大。可以看出，四川盆地的和兩字省略了“辶”，而陝西的字增加了“穴”字頭。

## 四川盆地用字狀況
重慶一帶的字和四川一帶的字，均念為“zuí”，即當地方言中的“賊”，意指強盜。
為了方便記憶，它們都有歌謠對應。重慶一帶字歌謠為：“一點一橫長，二字下來口字方；兩邊絲繞繞，拉根板凳來坐倒；你也長，我也長，中間夾個馬兒郎；心字來打底，月字來包牆，打個金鉤銀鉤掛衣裳。”
四川一帶字的常見歌謠為：“一點一橫長，二字口言旁；絲繞對絲繞，長對長，中間一個馬兒郎。心在底，月在旁，留個勾勾照月亮。”:71四川的部分地區歌謠略有變化，例如四川綿陽為“……兩邊絲繞繞，馬兒郎，長又長，心字底，月字旁，扯根金鉤鉤掛衣裳，揀砣石頭砸你娘。”四川巴中為“……兩橫下面口字方；兩邊絲繞繞……你也長，我也長，中間來個馬大王；用心來打底，用月來相伴，金鉤銀鉤掛衣裳。”在當地鄉村中人人均能背誦。

## 潮汕地區用字狀況
在潮州話地區，𱟛字被當地民眾認爲跟「戀愛」的「戀」字同義，不過讀音不同。在江夏懋亭氏編著的《彙集雅俗通十五音全本》中，收入潮州話「雞」部（oi）、「時」母（s）、陰入調，讀音爲「soih4」，與當地話「𩐅椅腳」、「𩐅齒縫」的「𩐅」字同音。
根據《潮汕十八音字典普通話對照》，此字與「戀」字是同義不同字、不同音，各部件皆能解釋戀愛的狀態：「言」談，是戀愛的中心；「絲」是「纏綿」二字的偏旁；「日」、「月」與兩個「長」代表時時刻刻、長長久久；戰「馬」與「干戈」反映三角戀與情敵爭持的情況。當地人認爲此字形將戀愛描述得錯綜複雜、淋漓盡致。
對比四川盆地一帶的「zuí」字，以及洪幫開香堂的圖符，這個「soih4」字亦十分相似，只是多了「日」和「干」兩部件。如果洪幫圖符中的「月」是「明朝」（大明）的「明」字的省寫，「soih4」的寫法就是「日」與「月」齊現。而「干」和「戈」皆是武器。可以相信此「soih4」字的字形，也是同一來源。

U+317DB

這個𱟛字起初未獲Unicode收錄。王謝揚（Xieyang Wang）早在2017年便已向Unicode申請收入此字。最後，這個漢字在2022年9月13日更新的Unicode 15.0版本裏，獲收錄至中日韓統一表意文字擴展區H區塊中，碼位爲U+317DB。